# Суплікація
Суплікація — благання (також відоме як апострофа), форма молитви, в якій одна сторона смиренно або щиро просить іншу сторону чогось: або для того, хто молиться (наприклад, «Господи, помилуй») або для когось іншого.
Як одна з риторичних фігур притаманна «Іліаді» Гомера. У католицькій літургійній поезії суплікацією називають хоральний спів, що починається від слів «Святий Боже, святий кріпкий», передбачає звертання до всіх святих. Зразком жанру є «Суплікація» А. Немоєвського. 